# Beyond This Horizon
Beyond This Horizon (cu sensul de Dincolo de acest orizont) este un roman științifico-fantastic al scriitorului american Robert A. Heinlein. A apărut ca un serial în două părți în revista Astounding Science Fiction (numerele din aprilie și mai 1942) sub pseudonimul Anson MacDonald și a fost tipărit ca o carte în 1948 la editura Fantasy Press. A primit premiul Retro Hugo pentru cel mai bun roman în 2018.
Beyond This Horizon a fost retipărit  în Two Complete Science-Adventure Books în 1952, tot sub pseudonimul Anson McDonald, (vezi imaginea) chiar dacă ediția anterioară din 1948 de la Fantasy Press a fost publicată sub numele lui Heinlein.